# Suspensión de la incredulidad

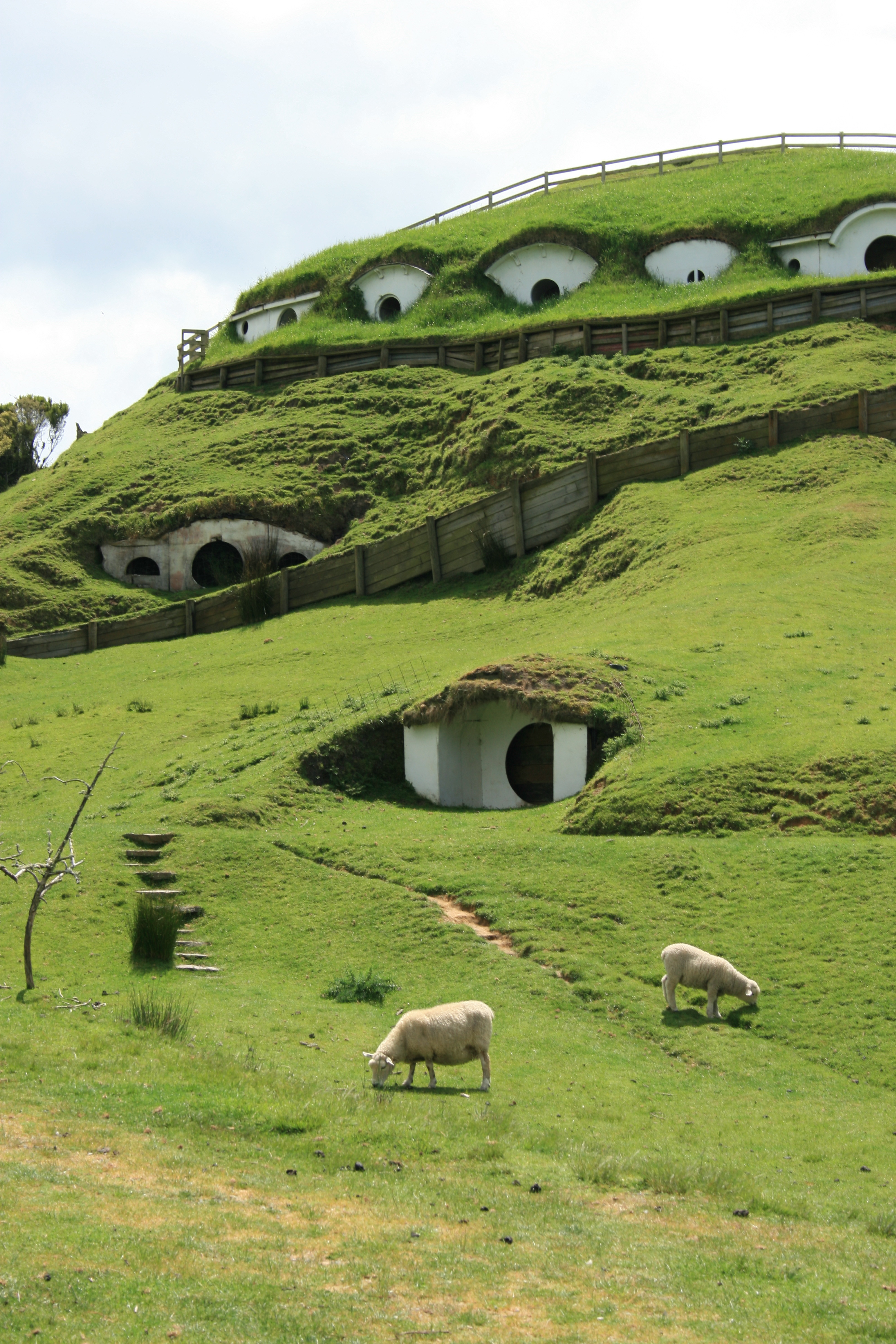
percepción cognoscible de la realidad en la obra de ficción en la que se encuentra inmerso

Suspensión de la incredulidad es una expresión que representa la voluntad de un sujeto para dejar de lado (suspender) su sentido crítico, pasando por alto hechos fácticos y su percepción cognoscible de la realidad en la obra de ficción en la que se encuentra inmerso (como por ejemplo la existencia del unicornio), permitiéndole adentrarse y disfrutar del mundo de ficción expuesto en la obra. 
El término se ha aplicado tradicionalmente a la literatura, al cine, la televisión y al teatro, pero también se aplica al ámbito de los videojuegos o de los juegos de rol, así como en el ilusionismo.
Es usual (al menos en inglés) encontrar la expresión escrita en su forma completa, «suspensión voluntaria de la incredulidad» (willing suspension of disbelief). Sin embargo, el término «voluntaria» resulta redundante, por lo que suele omitirse.

## Historia
La expresión fue acuñada en 1817 por el poeta inglés Samuel Taylor Coleridge en el fragmento siguiente:

Esta idea dio origen al proyecto de Lyrical Ballads; en el cual se acordó que debería centrar mi trabajo en personas y personajes sobrenaturales, o al menos novelescos, transfiriendo no obstante a estas sombras de la imaginación, desde nuestra naturaleza interior, el suficiente interés humano como para lograr momentáneamente la voluntaria suspensión de la incredulidad que constituye la fe poética.
Samuel Taylor Coleridge, Biographia Literaria

## Ejemplos en la literatura y el teatro
En realidad, el concepto deriva del concepto de verosimilitud inserto en la Poética de Aristóteles, que postula la idea retórica de que, para convencer, es preferible una mentira creíble a una verdad increíble. En consecuencia, el escritor debe esforzarse por hacer realista lo irreal, como hizo Miguel de Cervantes al escribir una novela realista parodiando los libros de caballerías. Para ello, debe difuminarse la incredulidad, dando mayor consistencia interna y objetividad al mundo o cosmovisión reflejada en la literatura que a la propia realidad: cuanta más consistencia interna tiene el relato, cuantas más perspectivas refleja y menos cabos sueltos deja, más creíble resulta (principio del arma de Chéjov). Así, por ejemplo, Cervantes difumina los orígenes de la historia que está contando multiplicando los escalones, mediadores y planos de ficción entre autor e historia o recurriendo a tópicos literarios como el manuscrito encontrado o la metaliteratura para que la narración quede aislada de toda duda sobre su realidad, lo que paradójicamente crea un mar de confusión sobre ella, más denso que la misma realidad, cuyo más notorio atributo es la complejidad, con lo cual crea la novela polifónica y anticipa el narrador omnisciente. 
La suspensión de la incredulidad es un componente esencial del teatro en vivo, como demostró William Shakespeare en sus obras. De esta forma, los espectadores aceptan limitaciones en la historia que se les presenta, sacrificando realismo y, en ocasiones, la lógica y la credibilidad, por mor de la diversión.
J. R. R. Tolkien, por el contrario, desafió este concepto en su ensayo Sobre los cuentos de hadas (On Fairy Stories), eligiendo en su lugar el paradigma de la subcreación.

## Ejemplos en el ilusionismo
En el ilusionismo, el mago español Arturo de Ascanio acuñó el término "Atmósfera Mágica" para referirse al ambiente de magia, sorpresa y misterio que el mago consigue cuando ejecuta sus efectos de modo que el público no pueda, no ya ver sino ni siquiera sospechar o barruntar la causa secreta que los produce. El público no sospecha, incluso, la mera existencia de esa causa, y la serie de efectos le cogen siempre totalmente desprevenido. Es decir, la atmósfera mágica se da cuando, en una secuencia de juegos o efectos, todo sucede como si la magia auténtica (posibilidad de hacer milagros) existiera realmente. Los juegos, las sorpresas, se desarrollan de un modo tan natural y tan inesperado, las manipulaciones o medios secretos aparecen tan absolutamente insospechables, que los efectos producidos son realmente alucinantes. En palabras del propio Ascanio: «Concebida así, la atmósfera mágica es el summum de perfección a que puede aspirar todo mago.» Tal vez, ese término propio del arte de la magia pueda ser la aplicación directa de la supresión de la incredulidad que se da en otras artes escénicas y del tiempo como son la literatura, el cine y el teatro.

## Ejemplos en los videojuegos
En los videojuegos, crear la "suspensión de la incredulidad" es una parte importante, debido a que jugar un videojuego es una experiencia de inmersión. Un ejemplo cualquiera es el del juego de Valve titulado "Half-Life": mediante su jugabilidad y forma de contar la historia que rodea a Gordon Freeman, permite a quien lo juega ignorar las incoherencias propias de un videojuego y dejar la historia que envuelve a la catástrofe de Black Mesa mientras Gordon está activo. Sus scripts representan cómo desarrollar narrativamente el desarrollo argumental sin la necesidad de cinemáticas estáticas y sin voluntad del jugador. En este caso, la naturalidad que quiere enseñar depende del posicionamiento de  la cámara y demás. Es algo vital para un videojuego el poder aceptar esos errores y obviarlos para disfrutar la experiencia. Es un término que se utiliza para referirse a la acción de ignorar ciertas incoherencias en el juego para entrar en el ambiente necesario que ayuda al jugador a sentirse envuelto dentro de otro mundo. Muchas veces, el término se confunde con otra expresión llamada "círculo mágico", pero hay que recalcar que no es lo mismo. Aunque si tienen relación entre ellas, debido a que sin una suspensión de la incredulidad resulta imposible entrar en un círculo mágico, haciendo la inmersión en el juego imposible.

## Cuarta pared
La cuarta pared es la división imaginaria entre los personajes de la obra y los espectadores. Es un componente tradicional del teatro y el cine, que ayuda a mantener la suspensión de la incredulidad. Sin embargo, en otras expresiones artísticas la suspensión de la incredulidad se mantiene aun cuando no existe cuarta pared.
Ejemplos de ello son el ilusionismo y la comedia en vivo, en la que los intérpretes interactúan abiertamente con el público, aun cuando sus representaciones son ficticias.
Asimismo, en la lucha libre profesional los luchadores y periodistas interactúan con los espectadores, ganándose el aplauso o haciéndose abuchear. En cambio, la suspensión de la incredulidad se mantiene mediante la ilusión de que los combates son competencias auténticas y no actuaciones guionadas. De hecho, las organizaciones y participantes de lucha libre profesional de Norteamérica mantuvieron la ilusión de competitividad en todo tipo de apariciones públicas hasta la década de 1980.